# AZD
AZD je páté studiové album anglického hudebníka vystupujícího pod přezdívkou Actress. Vydáno bylo 14. dubna roku 2017 společností Ninja Tune. Vydání alba bylo oznámeno dne 14. března 2017, kdy byl rovněž představen videoklip k písni „X22RME“ (jeho režisérem byl Dan Emmerson).

## Seznam skladeb
1. „Nimbus“ – 0:54
2. „Untitled 7“ – 5:13
3. „Fantasynth“ – 5:02
4. „Blue Window“ – 3:42
5. „Cyn“ – 3:18
6. „X22RME“ – 5:04
7. „Runner“ – 5:12
8. „Falling Rizlas“ – 2:25
9. „Dancing in the Smoke“ – 6:21
10. „Faure in Chrome“ – 6:02
11. „There's an Angel in the Shower“ – 7:33
12. „Visa“ – 4:29